# Carl Christoph Ludwig von Weiher
Carl Christoph Ludwig von Weiher (* um 1750; † im Mai 1787) war ein preußischer Landrat. Er stand von 1774 bis zu seinem Tode dem Conitzer Kreis vor.
Er war ein Angehöriger der in Pommern und Westpreußen ansässigen adligen Familie von Weiher. Sein Vater Philipp Jacob von Weiher († vor 1771) war Oberstleutnant und Erbherr auf Faulen-Benz in Hinterpommern (ihm gehörte der Anteil Faulen-Benz b). Seine Mutter († 1778) war eine geborene von Wussow.
Carl Christoph Ludwig von Weiher trat in die Preußische Armee ein. Er wurde invalide und sollte 1772 ein ziviles Amt erhalten. 1774 wurde er als Nachfolger von Werner Ernst von Lettow, der an die Westpreußische Kriegs- und Domänenkammer wechselte, zum Landrat des Conitzer Kreises in Westpreußen ernannt. Im Amt blieb er bis zu seinem Tod 1787; sein Nachfolger als Landrat wurde Dionysius von Dorpowski.